# Chattering Classes
Chattering Classes (englisch, deutsch etwa „Klatschkreise“) ist im angloamerikanischen Sprachraum ein anti-intellektuelles, pejoratives politisches Schlagwort zur Bezeichnung von Angehörigen der gebildeten linksliberalen Mittelschicht. Dem Webster's New World College Dictionary folgend sind mit „chattering classes“ Intellektuelle, Literaten und Medienschaffende gemeint, von denen als Gruppe angenommen wird, dass sie in politischen und sozialen Fragen liberal argumentierten.
Die Bezeichnung wurde in Großbritannien in den 1980er Jahren etabliert. Der konservative britische Journalist Frank Johnson soll sie nach Angaben des Daily Telegraph als erster verwendet haben.
Die Politologin Eva Kreisky schreibt über Margaret Thatcher: „In den chattering classes an Universitäten, im Feld der Kunst, in öffentlichen Verwaltungen und im kritischen Journalismus witterte sie die von ihr verabscheuten politischen Gegner.“